# Zemo Ambreti
Zemo Ambreti (en georgiano: ზემო ამბრეთი; en ruso: Дидмуха) o Dallag Ambret (en osetio: Дæллаг Амбрет) fue una aldea que pertenecía a la parcialmente reconocida República de Osetia del Sur, parte del distrito de Znaur, aunque de iure pertenece al municipio de Tighvi de la región de Iberia Interior de Georgia.

## Geografía
Zemo Ambreti se encuentra a orillas del río Froni Oriental, a 15 kilómetros de Kornisi. 

## Demografía
La evolución demográfica de Zemo Ambreti entre 1916 y 2015 fue la siguiente:
| 171                                                      | 74 | 0 |
| (Fuente: Population of South Ossetia since Soviet times) |    |   |

Según el censo soviético de 1959, la mayoría de la población local eran osetios. En los distintos censos, la composición étnica de la aldea era la siguiente:
|              | 1916      | 1916       |
| Grupo étnico | Población | Porcentaje |
| ------------ | --------- | ---------- |
| Georgianos   | 0         | 0%         |
| Osetios      | 171       | 100%       |
| Total        | 171       | 100%       |